# Dardagny

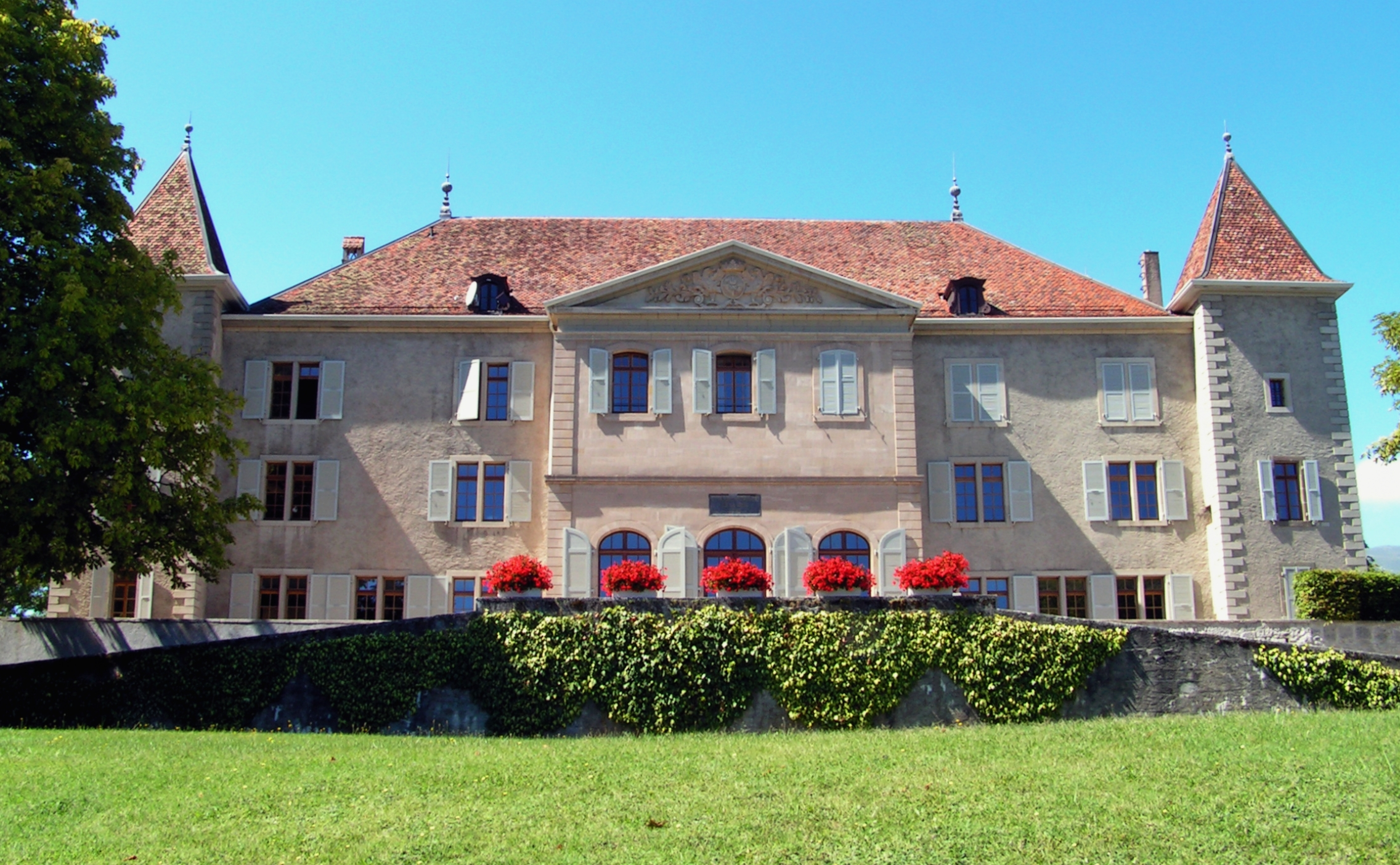
Chateau de Dardagny

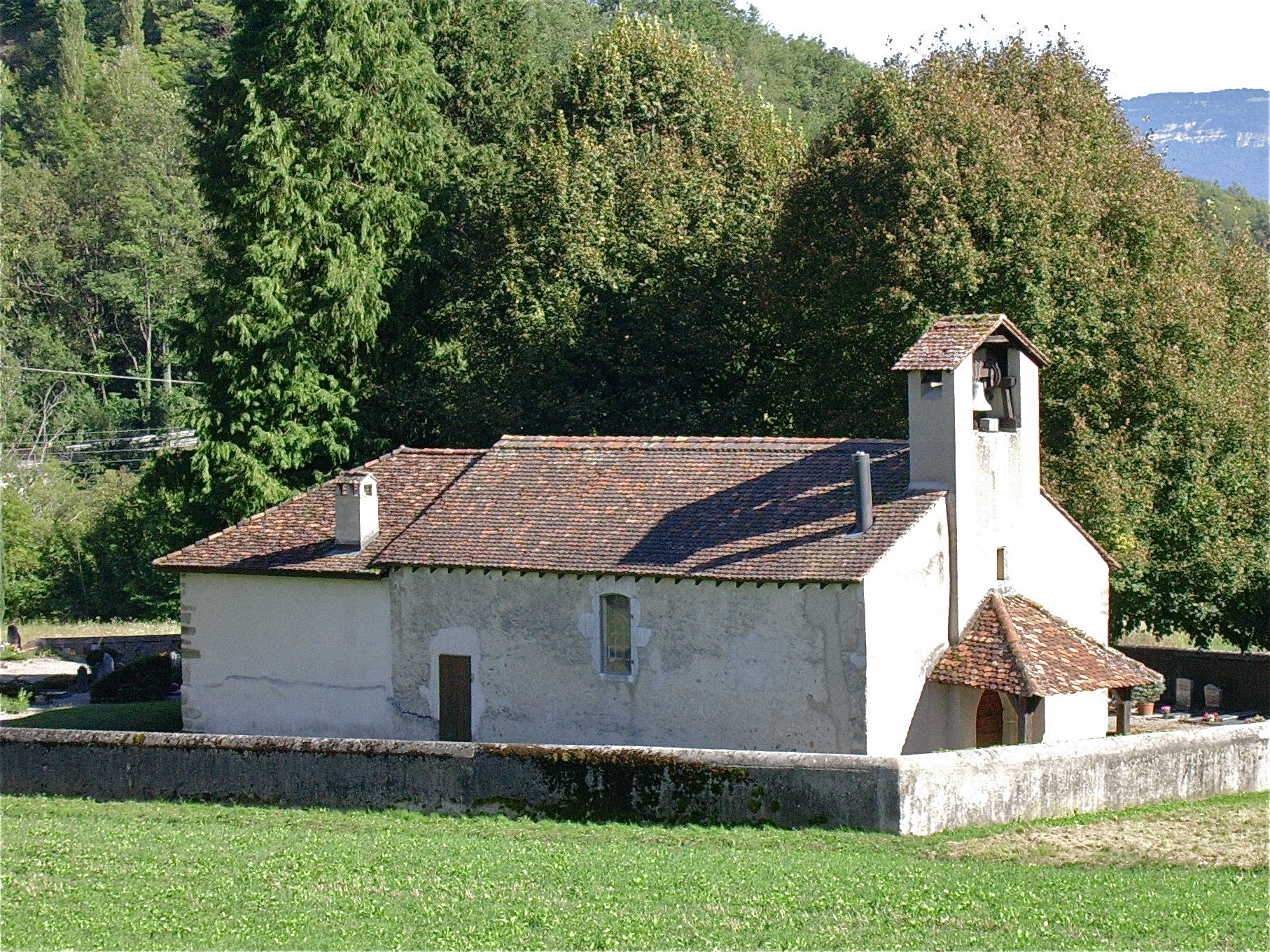
Chapelle-Malval

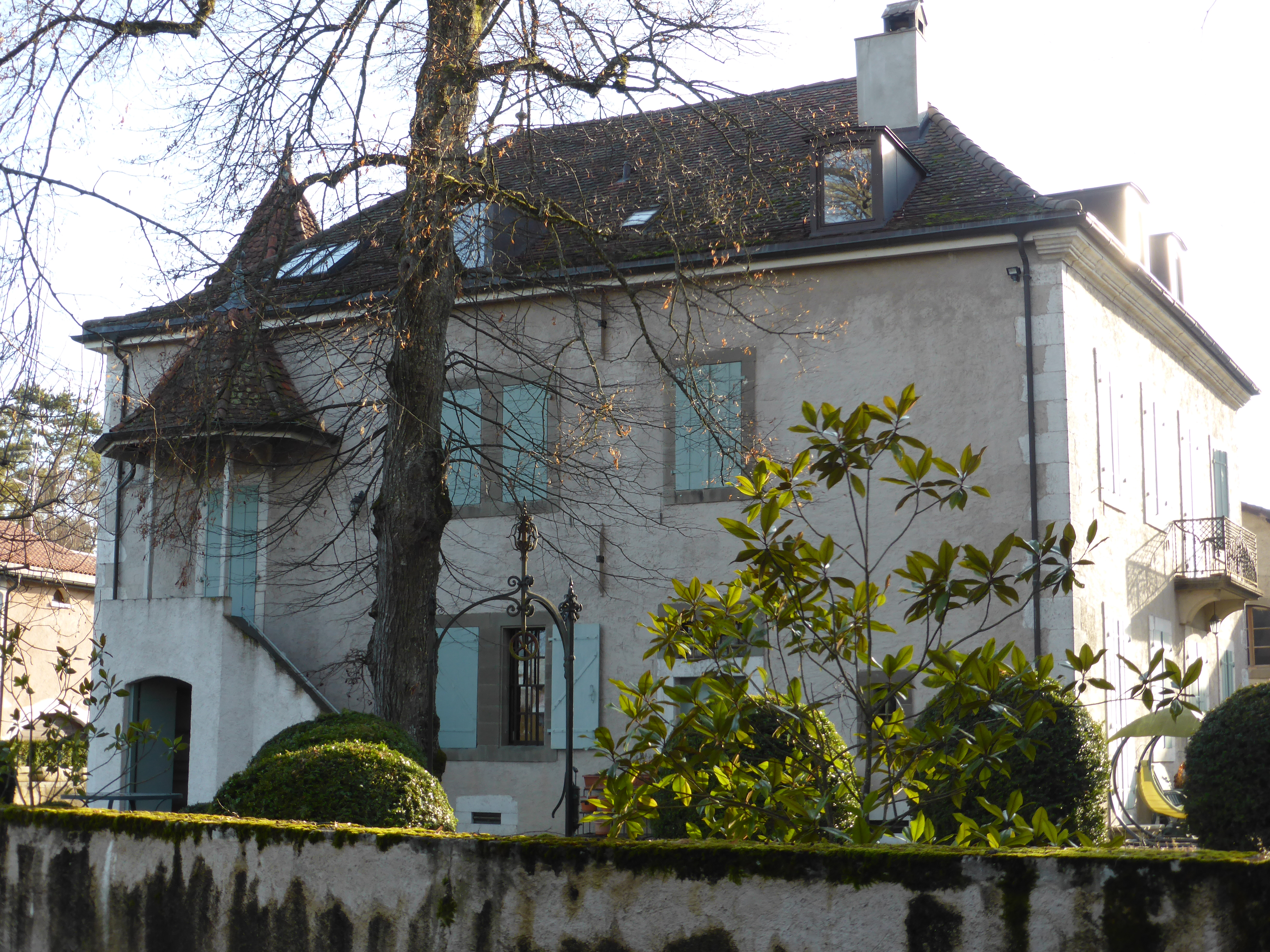
Maison-Leleux

Dardagny ist eine politische Gemeinde im Kanton Genf in der Schweiz. Sie liegt fast am westlichsten Punkt des Landes und besteht aus den Dörfern Dardagny und La Plaine sowie den Weilern Malval, Essertines, La Tuilière und Les Granges.

## Geografie
Dardagny liegt an der Grenze zu Frankreich an der Rhone. Gelegen am Bach Ruisseau des Charmilles, bietet es durch sein Château de Dardagny eine romantische Atmosphäre, die ihresgleichen sucht. Am Rande des Ortes fliesst die Ruisseau des Charmilles vorbei.

## Geschichte
Aus der Jungsteinzeit wurde ein Beil gefunden. Aus dem Jahre 1093 wird schliesslich über die Errichtung der Kirche Saint-Pierre berichtet, die heute mitten in Dardagny steht.
Im Jahre 1280 wurde Amyon de Dardagny, der erste Schlossherr, Ritter und Kronvasall von Genf, zum ersten Mal erwähnt, als er durch ein Testament 30 Bücher erhielt. Zu diesem Zeitpunkt existierten drei mächtige Häuser in der Umgebung von Dardagny: das südliche Haus, repräsentiert durch André de la Corbière, das nördliche Haus, repräsentiert durch Michaud de Livron, und das zentrale Haus, repräsentiert durch ebendiesen Amyon de Dardagny. Als «Dardaniacum» wurde das Dorf selbst im Jahr 1309 zum ersten Mal erwähnt.
Durch die Reformen im Jahre 1536 ging das Gebiet um Châteauvieux, Confignon und Dardagny in die Hand der Genfer Republik über. Erst im Jahre 1646 gelang es dem Genfer Regenten Amédée Favre, die zwei Herrscher wieder unter seiner Herrschaft zu vereinen. Sein Sohn Daniel Favre vereinte im Jahre 1655 die beiden übrigen Häuser zu einem einzigen, eine Massnahme, die er einfach durch bauliche Massnahmen erzwang.
Später, im Jahre 1721, kaufte ein niederländischer Adliger namens Jean Vasserot die Herrschaft über Dardagny von der Familie Lullin, die zu diesem Zeitpunkt über das Gebiet herrschte. Bei dessen Tod im Jahre 1731 übernahm sein Sohn die Herrschaft und investierte viel Zeit und Material in das Schloss, das dadurch von einem mittelalterlichen, spärlich eingerichteten Gebäude in einen der schönsten Herrensitze des 18. Jahrhunderts verwandelt wurde: der Adlige Vasserot, wie er genannt wurde, liess die Treppe abtragen und eine imposante Balustrade auf die Galerie der zweiten Etage erbauen. Auf der Strassenseite liess er einen durch zwei Säulen getragenen Balkon anbringen, und der Innenhof wurde zu einem grossräumigen Rittersaal umgebaut, der mit italienischen Fresken und den Insignien der Familie Vasserot verziert ist.
Im Jahre 1775 übernahm Jean-Phillippe Horneca auf gewaltsame Weise die Herrschaft. 1779 übergab er die Herrschaft an seinen Sohn Jaques-Antoine Horneca, der sich fortan Horngacher nannte. Dieser liess 1780 eine Orgel im Rittersaal aufstellen und verlängerte die Galerie in der ersten Etage, so dass man von ihr aus direkt die Orgel erreichen kann. 1848 wurden das Schloss und das Land von Jean-Louis Fazy gekauft.
Im Jahr 1860 renovierte der Maler Armand-Alexandre Leleux das heutige Leleux-Haus, in dem er dann eine Weile wohnte. In diesem Haus empfing er andere berühmte Maler, so zum Beispiel Camille Corot, der den berühmten Chemin des Pompes gezeichnet hat.
1904 kaufte die Gemeinde Dardagny das Schloss zurück. Es sollte im Jahre 1916 abgerissen werden und an seiner Stelle eine Schule erbaut werden, doch die Bürgergemeinde erhob sich gegen diese Vorlage. Nach weiteren zehn Jahren der Ungewissheit entschieden im Jahr 1926 der Gemeinderat, der Kantonsrat und der Grossrat, dass das Schloss unter Heimatschutz gestellt wird und restauriert werden muss. In den folgenden fünf Jahren wurde das Schloss in sechs Etappen renoviert und am 11. September 1932 wiedereröffnet. Am 3. April 1935 wurde es vom Kantonsrat offiziell zum Kulturerbe erklärt. Heute dient das Schloss als Schule und Rathaus.
1978 erhielt die Gemeinde den Wakkerpreis für Heimatschutz, da sie durch ihre entlegene Position in der Lage gewesen war, eine relativ naturbelassene Umgebung zu erhalten.

## Bevölkerung
| Jahr      | 1413 | 1797 | 1850 | 1900 | 1950 | 1980 | 2000 | 2010 | 2012 | 2014 | 2015 | 2016 | 2017 |
| --------- | ---- | ---- | ---- | ---- | ---- | ---- | ---- | ---- | ---- | ---- | ---- | ---- | ---- |
| Einwohner | 250  | 454  | 462  | 781  | 686  | 678  | 1284 | 1477 | 1498 | 1532 | 1532 | 1782 | 1824 |

## Wirtschaft
Im Mittelalter war Dardagny ein Winzer- und Müllerort. Im Jahre 1321 ist die Existenz einer Mühle beurkundet, 1545 wurden Papiermühlen errichtet, die 1850 im Rahmen der Industrialisierung durch eine Papierfabrik ersetzt wurden. Im Laufe des 17. Jahrhunderts begann das Uhrmacherhandwerk, Fuss in Dardagny zu fassen, verschwand jedoch im 19. Jahrhundert restlos, als die Viehzucht modern wurde. Dieser Trend hielt bis etwa 1950, man hatte sogar im Jahre 1827 eine Käserei erbaut. Nach 1950 spezialisierte sich der Ort beinahe ausschliesslich auf den Weinbau, der jedoch nur von einem Viertel der Bevölkerung betrieben wird. Entsprechend entfallen von den 860 ha Gesamtfläche 180 ha auf Weinanbau, 250 ha auf die kulturellen Einrichtungen (das Schloss etc.) und 160 ha auf Wald. Drei Viertel der Bevölkerung sind Berufspendler.

## Sonstiges
Besonders bekannt ist Dardagny für den Rotwein Pinot Noir de Dardagny und den Weisswein Coteaux de Dardagny «Sauvignon».

## Sehenswürdigkeiten
- Das Château de Dardagny, darin vor allem der Rittersaal mit italienischen Fresken und der Orgel sowie eine imposante Balustrade
- Das Haus des Malers Armand-Alexandre Leleux
- Die kleine Kirche. Der Kirchturm ist mitten auf dem Dach angebracht, anders als bei den üblichen an die Kirche angestellten Kirchtürmen.
- Eine mittelalterliche Kapelle in Malval
- Das Vallon d’Allondon, ein vielbesuchter Erholungsort